# Modeste von Unruh
Dorothea Christiane Modeste von Unruh, född 29 april 1781, död 9 september 1854, var en tysk grevinna. 

## Biografi
Modeste var dotter till den preussiske generallöjtnanten Karl Philipp von Unruh.
Modeste von Unruh förmäldes 1803 med greve Vilhelm Ernst av Lippe-Biesterfeld. Detta äktenskap spelade på 1890-talet en avgörande roll i den lippeska tronföljdsstriden, i det att linjen Schaumburg-Lippe därmed sökte frånkänna linjen Lippe-Biesterfeld dess tronföljdsrätt. Genom skiljedomsutslag av 1897 och 1905 förklarades det emellertid "jämbördigt", då varken kejsar Frans II eller ättens huvudman vid dess ingående gjort invändningar.